# Berberin
Berberin ist ein Alkaloid aus der Gruppe der Isochinolinalkaloide. Es kommt unter anderem in den Pflanzen Berberitze (Berberis vulgaris), die dem Alkaloid den Namen gab, der Orangenwurzel (Hydrastis canadensis) und Coptis chinensis, im Wesentlichen in den Wurzeln, im Rhizom, im Stamm und in der Rinde, vor.
Berberin ist kräftig gelb gefärbt, weshalb man früher die Berberitze zum Färben von Wolle und Leder benutzte. Noch heute wird in Nord-Indien Wolle mit Berberin gelb gefärbt. Unter UV-Licht fluoresziert Berberin kräftig gelb. Es wird daher auch zur Anfärbung von Heparin in Mastzellen verwendet. Als natürlicher Farbstoff hat Berberin den Colour Index CI 75160.

## Vorkommen
Der Pharmakologe Theodor Husemann und der Apotheker August Husemann schrieben 1871 über das Berberin:

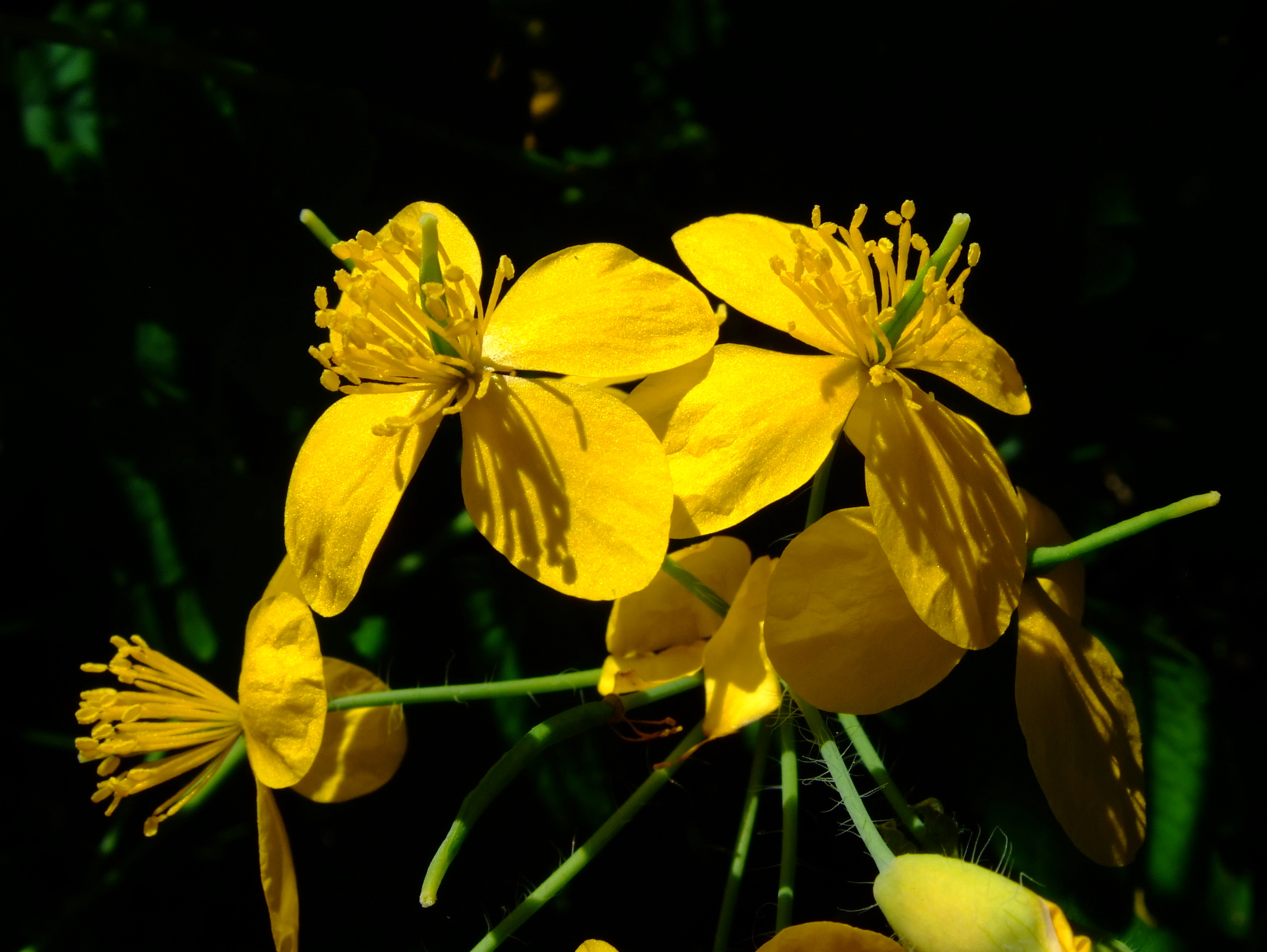
Milchsaft von Schöllkraut enthält Berberin

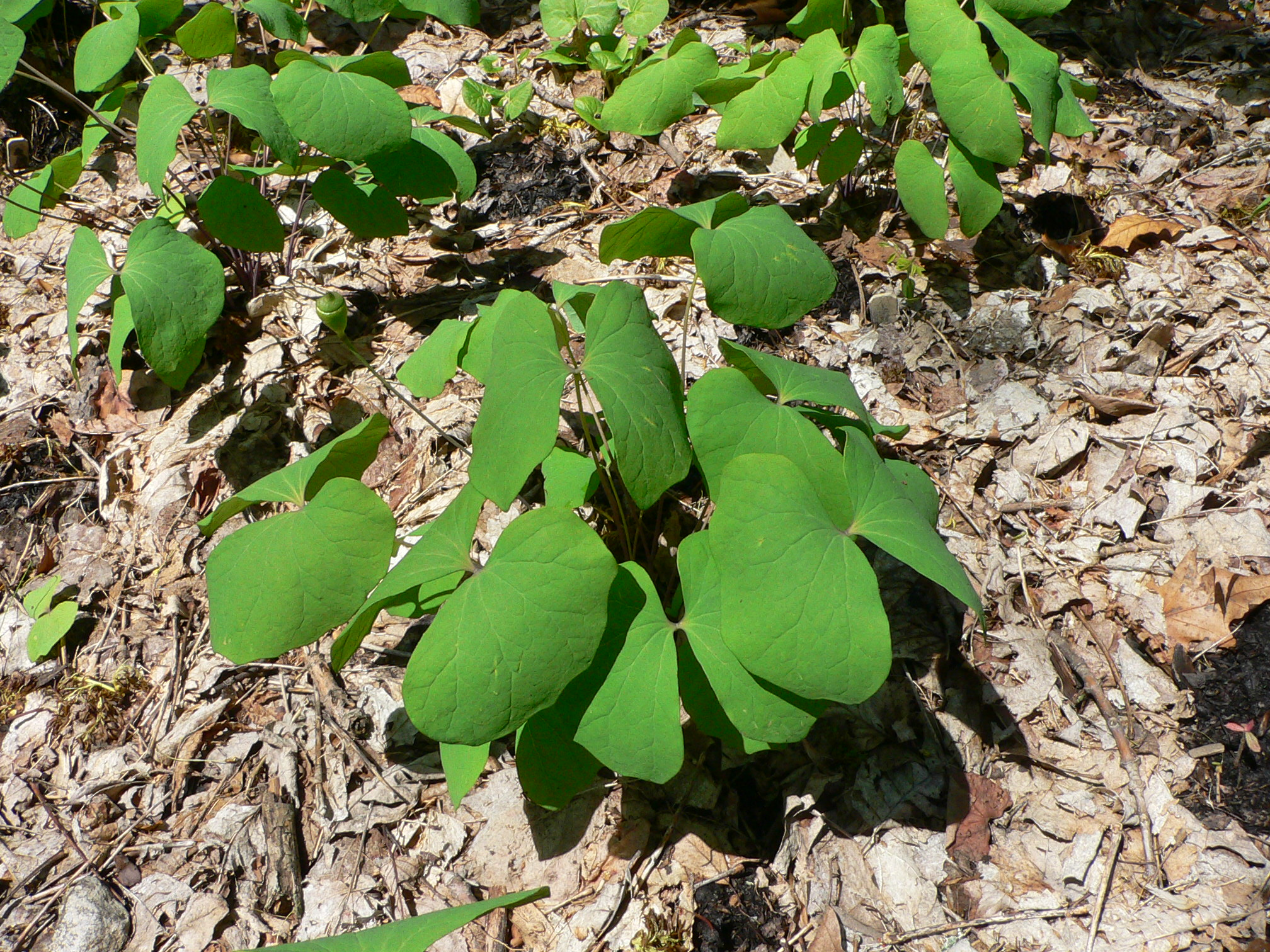
Auch Jeffersonia diphylla enthält Berberin

„Das Berberin ist eines der wenigen Alkaloide, die nicht nur über verschiedene Gattungen der nämlichen Pflanzenfamilie verbreitet sind, sondern selbst in Pflanzen der verschiedensten Familien vorkommen. Es findet sich in der Jamaikanischen Wurmrinde, der Rinde von Geoffroya jamaicensis Mur. oder Andria inermis Kuth. (Fam. Caesalpineae) nach Gastell, in der Rinde von Xanthoxylum clava Herculis L. (Fam. Xanthoxyleae) nach Perrins, in Podophyllum peltatum, Leontice thalictroides und Jeffersonia diphylla (Fam. Papaveraceae) nach F. F. Mayer (Amer. Journ. Pharm. XXXV. 97), in der westafrikanischen Abeocouta-Rinde von Coelocline polycarpa De C. (Fam. Anonaceae) nach Stenhouse, in den Wurzeln von Hydrastis canadensis L., Xanthorhiza Apiifolia Herit. und Coptis Teeta (Fam. Ranunculaceae) nach Mahla und Perrins, in der Colombowurzel, der Wurzel von Cocculus palmatus De C. und in dem Ceylonischen Colomboholz, dem Holz von Coscinium fenestratum Colebr. (Fam. Menispermeae) nach Bödeker und Perrins, in Wurzel, Rinde, Blüthen, unreifen Beeren und Blättern von Berberis vulgaris L., sowie auch in den indischen und mexikanischen Berberis-Arten (Fam. Berberidaceae) nach Buchner, Polex, Ferrein, Solley, Wittstein und anderen, nach Perrins endlich auch in der St. Johannswurzel vom Rio grande, in der Rinde des Pachnelo-Baumes von Bogota und in einem von den Einheimischen Woodunpar genannten gelben Farbholz aus Oberassam.“

## Entdeckung
Berberin wurde 1830 von Johann Andreas Buchner und Johann Eduard Herberger aus der Wurzelrinde der Gewöhnlichen Berberitze (Berberis vulgaris L.) isoliert. Schon 1824 hatte Karl Gustav Friedrich Hüttenschmid aus der Jamaikanischen Wurmrinde (Geoffroya jamaicensis) Jamaicin isoliert. Gastell erkannte 1866, dass Jamaicin und Berberin identisch sind.

## Eigenschaften
Berberin  hat antiseptische, fungizide, gegenüber einigen Bakterien antibiotische  sowie antiprotozoische Eigenschaften. Es vermag durch Reaktion mit nukleophilen bzw. anionischen Gruppen von Eiweißen und Nukleinsäuren Enzyme wie die Natrium-Kalium-ATPase zu hemmen, was auf die quartäre Struktur (in der Iminium-Form vorliegend) zurückgeführt wird. In Form des Berberinchlorids wurde die Substanz früher in Augentropfen bei Bindehautentzündung angewendet. Im Orient kam Berberin ehemals in der Behandlung der Orientbeule zur Anwendung, auch als Antimalariamittel wurde es eingesetzt.

## Gesundheitsbezogene Verwendung
Es existieren Berichte über vielfältige medizinische Anwendungen von Berberin, die sich auf vermeintliche Wirkungen beispielsweise auf den Zucker- und Lipidstoffwechsel, den Blutdruck und bei Hautgeschwüren bzw. wunder Haut gründen. Nach einer umfangreichen Stellungnahme der United States National Library of Medicine von 2019 wird jedoch keine dieser Anwendungen durch gute wissenschaftliche Nachweise gestützt.
- Für fünf Anwendungsgebiete wurde der dritte Grad auf einer sieben-stufigen Skala möglicher Wirksamkeit vergeben, nämlich Possibly Effective (möglicherweise wirksam).
- Für 19 Anwendungsgebiete wurde der letzte Grad vergeben, nämlich Insufficient Evidence to Rate (unzureichende Daten für eine Einschätzung).[16]

## Toxizität
Die Landesapothekenkammer Hessen weist darauf hin, dass sich in der Literatur Hinweise darauf finden, dass Berberin „in Dosen bis 500 mg gut vertragen wird“. Bei Einnahme höherer Dosen könnten allerdings „Benommenheit, Nasenbluten, Atembeschwerden, Haut- und Augenreizungen“ auftreten, in Einzelfällen sei es auch zu „Nierenreizungen,  Nephritiden und tödlichen Vergiftungen“ gekommen. Dahingegen weist Berberin keine nennenswerte leberschädigende Wirkung auf. Zu Fragen der Verträglichkeit bei medizinischer Anwendung gibt es nur vorläufige Einschätzungen, weshalb vor der Anwendung während Schwangerschaft und Stillzeit sowie bei Kindern abgeraten wird; auch können evtl. Wechselwirkungen mit bestimmten Medikamenten resp. Medikamentengruppen auftreten.

## Metabolismus
Berberin wird im Körper weitgehend metabolisiert. Weniger als 5 % der ursprünglichen Berberinmenge wurde bei Kaninchen im Urin, bei einer Gabe von 2 mg/kg intravenös, wiedergefunden. Lediglich 0,5 % Berberin wurden im selben Versuch über die Galle und den Intestinaltrakt ausgeschieden, womit nur 5,5 % des oral aufgenommenen Berberins unverändert den Körper verließen.
In der Leber wird Berberin in der Phase I von Cytochrom P450 demethyliert und in Phase II glucuronidiert, das heißt mit Glucuronsäure umgesetzt. Entsprechend sind im Plasma von Ratten die Metaboliten: Berberrubin (einfach demethyliertes Berberin), Thalifendin und Jatrorrhizin, frei oder an Glucuronsäure gebunden, nachweisbar.

## Synthese

### Biosynthese

Biosynthese von Berberin

Die Syntheseschritte von Berberin in den Berberitzen geht über zehn Stufen und wurde Anfang der 1990er-Jahre aufgeklärt. Die beiden Ausgangsverbindungen sind dabei 4-Hydroxyphenylacetaldehyd und Dopamin, die im ersten Schritt in einer Kondensationsreaktion Norcoclaurin bilden. Das wird monomethyliert und bildet dabei Coclaurin. Nach zwei weiteren Schritten bildet sich Reticulin, aus dem wiederum Scoulerin entsteht. Über eine weitere Zwischenstufe entsteht Canadin, aus dem letztlich das Berberin entsteht.

### Technische Synthese
Mehrere Synthesen für die Herstellung von Berberin sind beschrieben. Die bekannteste ist die 1910 von Pictet und Gams entwickelte Pictet-Gams-Isochinolin-Synthese.

## Literatur

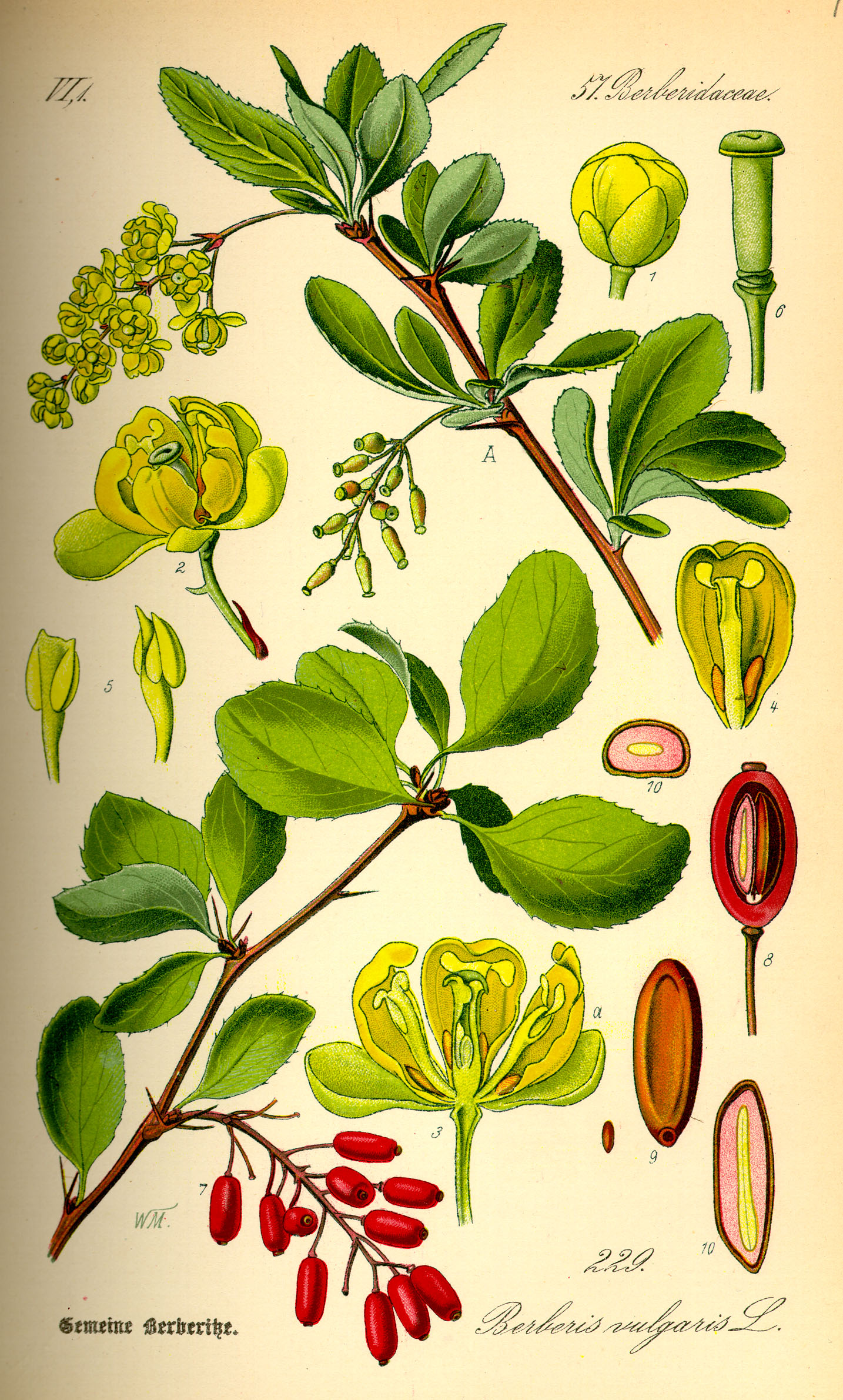
Illustration der gewöhnlichen Berberitze